# 너를 떠올릴 때/Oh! Heaven
《너를 떠올릴 때/Oh! Heaven》(君を想うとき/Oh! Heaven)은 1999년 2월 17일 발매된 TOKIO의 15번째 싱글이다.

## 설명
- Double-A Side 싱글이지만, 표기는 〈君を想うとき〉만 하는 경우도 있다.
- 〈Oh! Heaven〉은 멤버 전원이 보컬로 노래에 참여한 몇 안 되는 곡 중 하나이다.
- 〈君を想うとき〉는 후지TV TOKIO의 버라이어티 프로그램 《남녀 8명 연애 투어! TOKIO의 나·리·유·와!!》의 주제곡으로 사용되었고, 〈Oh! Heaven〉는 TBS 드라마 《천국에 가장 가까운 남자》의 주제곡으로 사용되었다.

## 수록곡
1. 君を想うとき
  - 작사 : 와타나베 나츠미 / 작곡 : 와타나베 미키 / 편곡 : 소오루 도루·요시무라 료타
2. Oh! Heaven
  - 작사 : 이노우에 요시마사·후지바야시 세이코 / 작곡·편곡:이노우에 요시마사
3. 君を想うとき -Instrumental-
4. Oh! Heaven -Instrumental-